# 平恰诺
平恰诺是意大利罗马的第三新城分区（quartieri），由首字母Q. III标识。名字来源于苹丘  。该区位于城市的北部，靠近奥勒良城墙。

## 名胜古迹
- 朱利亚别墅
- 博尔盖塞别墅

## 文化
- 博尔盖塞美术馆
- 国立现代及当代艺术美术馆